# Награда Дарко Краљић
Награда Дарко Краљић је признање које Удружење композитора Србије додељује једном аутору за музичко стваралаштво/животно дело у домену популарне музике. То је једино признање за ствараоце популарне музике у Србији. Додељује се једном годишње, на посебној свечаности у част лауреата. Том приликом се добитнику уручују повеља Удружења композитора Србије и новчани износ награде који обезбеђује спонзор. Награда је установљена 2016. године, а носи име Дарка Краљића, једног од најплоднијих и најзначајнијих аутора забавне музике на југословенским просторима у другој половини 20. века.
Први лауреат био је Корнелије Ковач, а награда му је уручена 8. маја 2017. године на ауторском концерту у Народном позоришту у Београду.

## Добитници
| Година | Добитник                 | Датум и место доделе                               | Састав жирија                                                                                                  | Изв.              |
| ------ | ------------------------ | -------------------------------------------------- | --- | ----------------- |
| 2016.  | Корнелије Ковач          | 8. мај 2017. Народно позориште у Београду          | Радослав Граић (председник), Радивоје Радивојевић, Зоран Лесендрић, Срђан Марјановић, Александра Милутиновић   | [ 3 ] [ 4 ]       |
| 2017.  | Војкан Борисављевић      | 22. март 2018. Народно позориште у Београду        | Радослав Граић (председник), Радивоје Радивојевић, Зоран Лесендрић, Срђан Марјановић, Александра Милутиновић   | [ 5 ] [ 6 ]       |
| 2018.  | Зоран Симјановић         | 26. јун 2019. Сала Удружења композитора Србије     | Радослав Граић (председник), Радивоје Радивојевић, Зоран Лесендрић, Срђан Марјановић, Александра Милутиновић   | [ 7 ] [ 8 ] [ 9 ] |
| 2019.  | Момчило Бајагић Бајага   | 27. октобар 2020. Сала Удружења композитора Србије | Радослав Граић (председник), Војкан Борисављевић, Зоран Лесендрић, Срђан Марјановић, Александра Милутиновић    | [ 10 ] [ 11 ]     |
| 2020.  | Радивоје Радивојевић     | 30. новембар 2021. Народно позориште у Београду    | Радослав Граић (председник), Жарко Данчуо, Јован Маљоковић, Владан Вучковић Паја, Александра Милутиновић       | [ 12 ] [ 13 ]     |
| 2021.  | Драгољуб Илић            | 26. јун 2022. Народно позориште у Београду         | Радивоје Радивојевић (председник), Жарко Данчуо, Јован Маљоковић, Владан Вучковић Паја, Александра Милутиновић | [ 14 ] [ 15 ]     |
| 2022.  | Слободан Марковић        | 1. јул 2023. Народно позориште у Београду          | Радивоје Радивојевић (председник), Жарко Данчуо, Јован Маљоковић, Владан Вучковић Паја, Драгољуб Илић          | [ 16 ] [ 17 ]     |
| 2023.  | Стјепко Гут              | 17. јун 2024. Народно позориште у Београду         | Радивоје Радивојевић (председник), Жарко Данчуо, Јован Маљоковић, Владан Вучковић Паја, Драгољуб Илић          | [ 18 ] [ 19 ]     |
| 2024.  | Радомир Михаиловић Точак | 30. јун 2025. Народно позориште у Београду         | Радивоје Радивојевић (председник), Јован Маљоковић, Драгољуб Илић, Александар Филиповић, Владан Вучковић Паја  | [ 20 ] [ 21 ]     |